# Giovanni Andrea Bussi
Giovanni Andrea Bussi   (Vigevano, 14 de juliol de 1417 - Roma, 4 de febrer de 1475) fou un humanista, bisbe, primer bibliotecari del Vaticà i secretari per compte de diversos papes.
Nascut a l'actual província de Pavia, a Lombardia, en Giovanni Andrea Bussi va viure a Roma durant molt temps en condicions de vida molt pèssimes. Veient les seves habilitats, el cardinal de Cusa, i després el de Bessarion, l'ajuden a sortir de la misèria, de manera que aconsegueix esdevenir bisbe d'Àccia el 1461 i d'Alèria el 1466 (ambdues diòcesis de Còrsega). Poc després aconsegueix ser bibliotecari per compte del papa, a més de donar suport a l'Arnold Pannartz i en Konrad Sweynhiem, dos editors alemanys que van intentar introduir la imprimenta a Itàlia.
El mateix Bussi es dedicava a cerca l'origen de manuscrit i revisar texts, corregint-hi errors, redactant preàmbuls i promovent la imprimenta a Itàlia Tanmateix, és en tant que editor dels principals texts de l'Antiquitat que esdevé cèlebre. Els seus contemporanis el critiquen per la pressa amb què editava texts, especialment Niccolò Perotti o Pannartz i Sweynheim. Ell mateix n'era conscient i cercava sempre manera de millorar-se.

## Obres difoses per l'Andrea Bussi
- Epistolae ad familiares, de Cícero, 1469
- Noctes Atticae, Nit Àtiques, d'Aulo Gelio, 1469
- Asinus aureus, L'aze d'or, d'Apuleio, 1471
- Bíblia llatina, Ad Philocratem de LXX interpretibus, 1475
- Epistolae di S. Girolamo
- Commentarii di Giulio Cesare
- Decades, de Lívio
- Geographia, de Estravà
- Pharsalia, de Lucano
- Opera omnia, Virgílio
- Epistolae ad Brutum, Cícero
- Sermones et epistolae, Lleó Magno
- Catena aurea, San Tomàs d'Aquino
- Orationes, Cícero
- Punica, Sílio Itálico
- Opera Omnia, Ovídio
- Postilla super totam Bibliam, de Niccolò da Lira
- Opera philosophica, Cícero